# Fährstraße 31 (Stralsund)

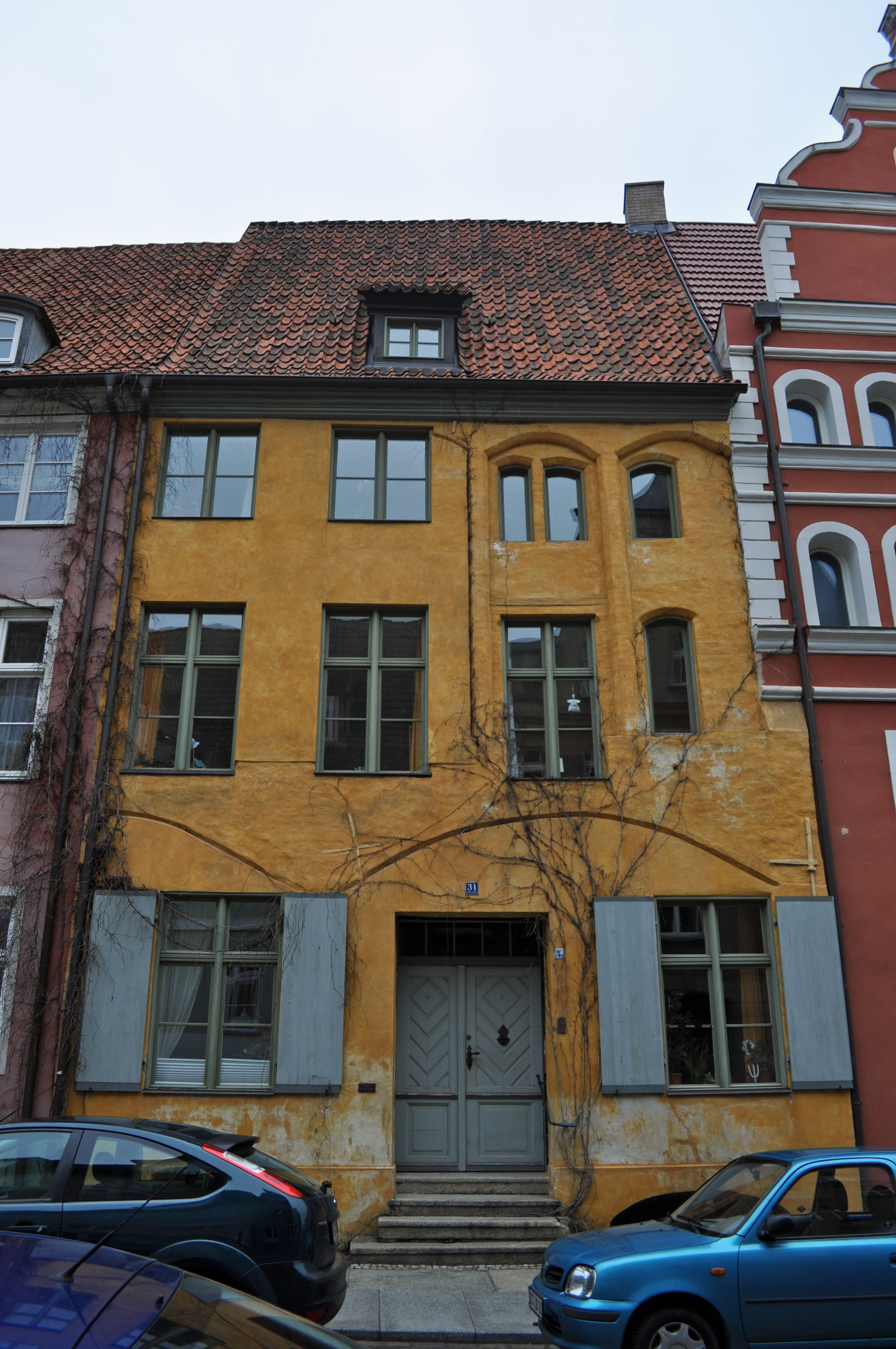
Das Haus Fährstraße 31 in Stralsund (2012)

Das Gebäude mit der postalischen Adresse Fährstraße 31 ist ein denkmalgeschütztes Bauwerk in der Fährstraße in Stralsund.
Der dreigeschossige, traufständige Putzbau wurde zusammen mit dem benachbarten Haus Fährstraße 32 als gemeinsames Gebäude in der ersten Hälfte des 14. Jahrhunderts errichtet. Der ehemals durchgehende Dachstuhl wird auf das Jahr 1331 datiert. Vom mittelalterlichen Kern des Gebäudes sind noch große Teile des Mauerwerks vorhanden.
Zu Beginn des 19. Jahrhunderts wurde das Gebäude klassizistisch überformt.
Das Haus liegt im Kerngebiet des von der UNESCO als Weltkulturerbe anerkannten Stadtgebietes des Kulturgutes „Historische Altstädte Stralsund und Wismar“. In die Liste der Baudenkmale in Stralsund ist es mit der Nummer 181 eingetragen.